# 大麗花
大麗花，又名為大麗菊、大理花、天竺牡丹，是菊科大丽花属的一个栽培种，起源于墨西哥，是墨西哥的国花，河北张家口市和美国西雅图的市花。

## 形态
大丽花为多年生草本，块状根，茎多汁，有分枝，叶对生，1－3回羽状复叶，夏秋季开出非常艳丽的花，霜降时凋谢，头状花序，单瓣或重瓣，有红、黄、橘黄、紫、白等颜色。大丽花具块根，呈纺锤状或球状，可长出新芽用来繁殖。

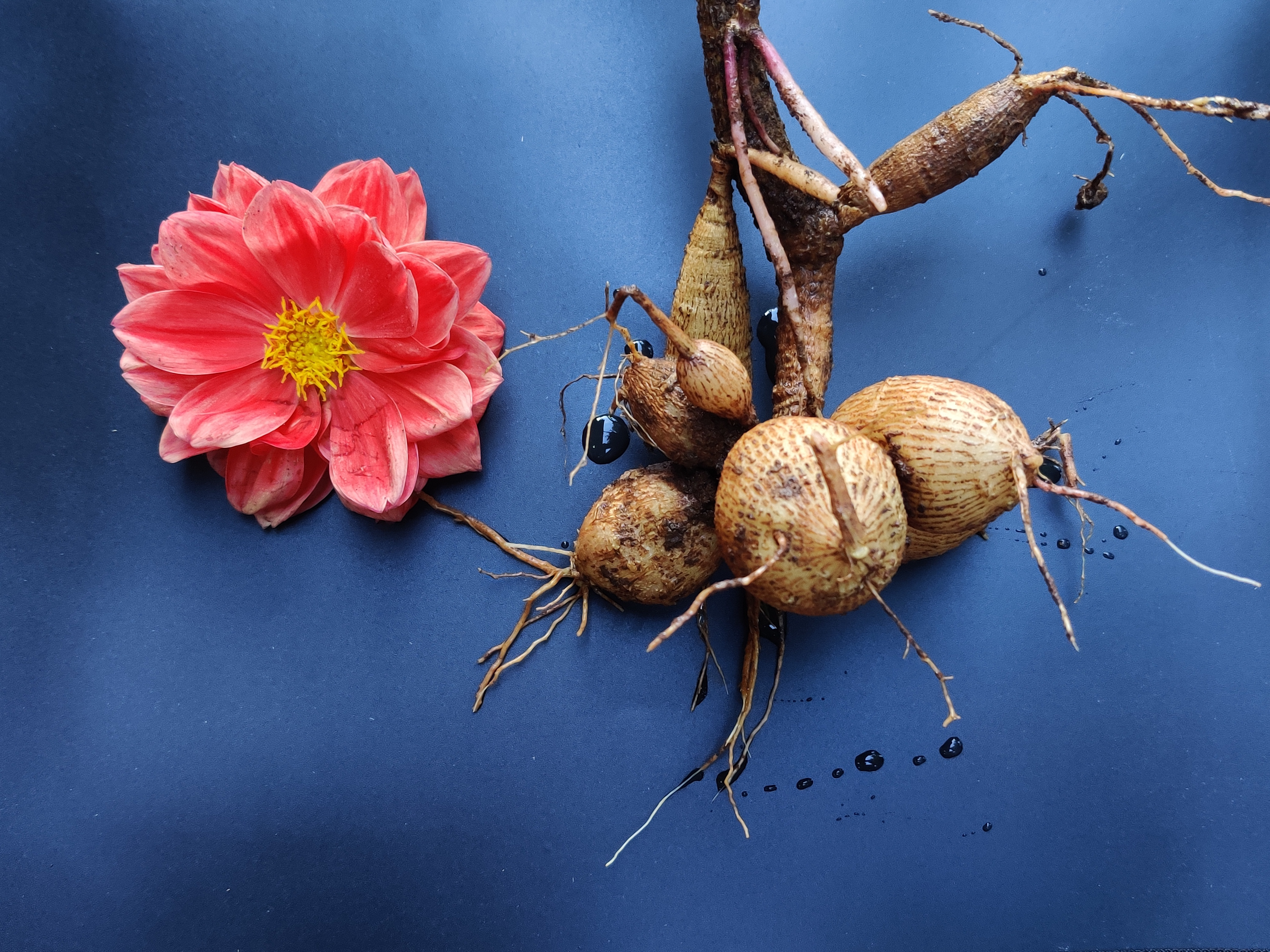
大丽花的块根

## 品种
大麗花栽培品种繁多，有些品种红大丽花也参与了杂交。

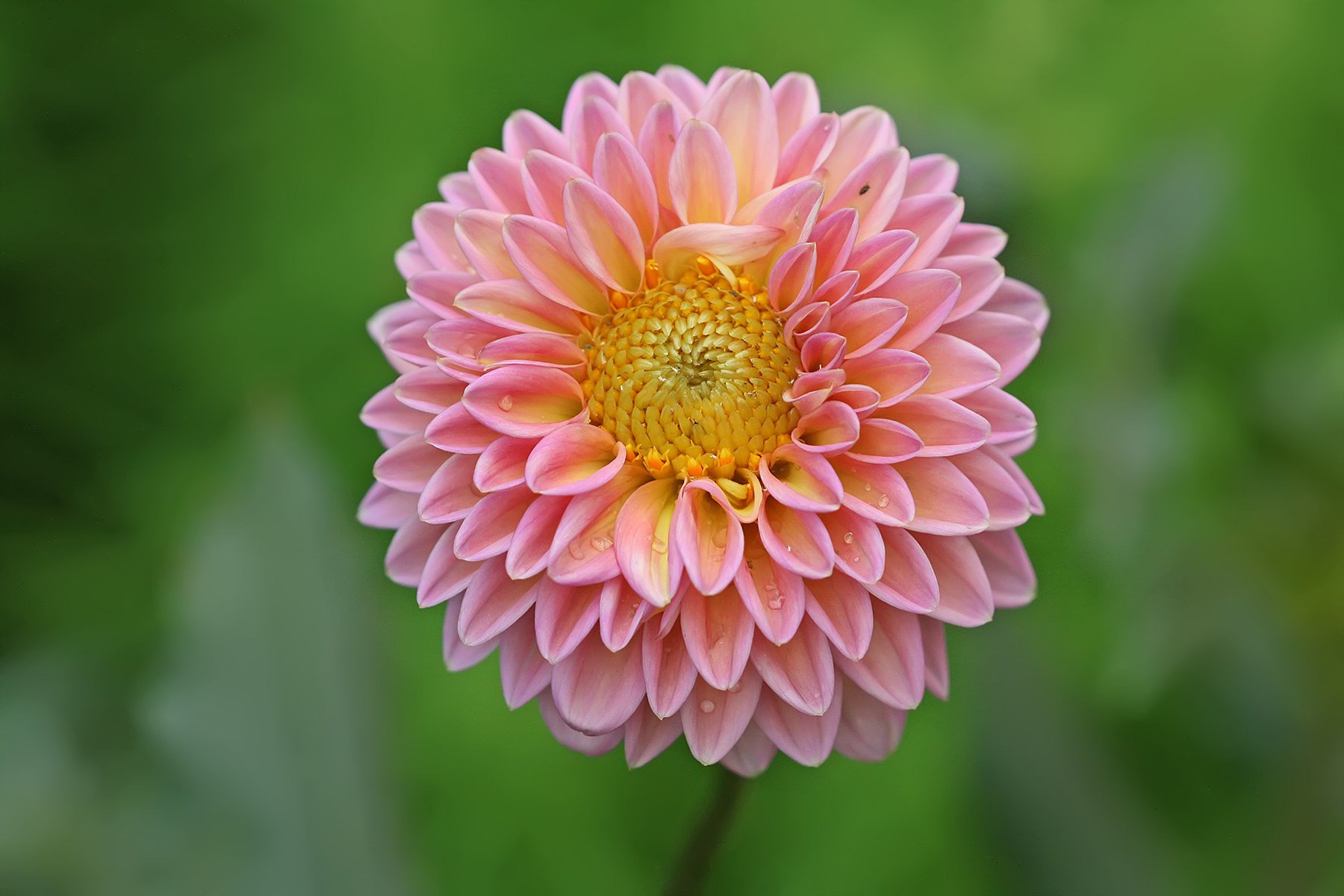
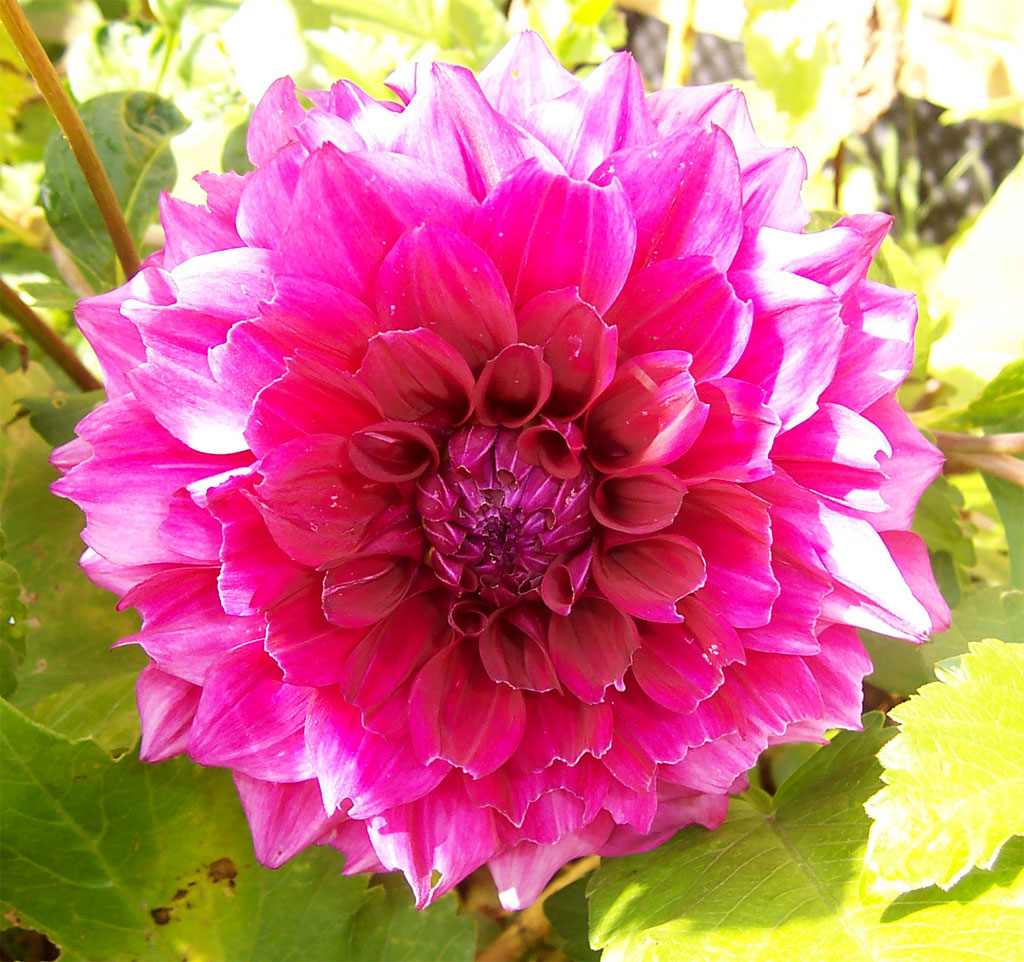
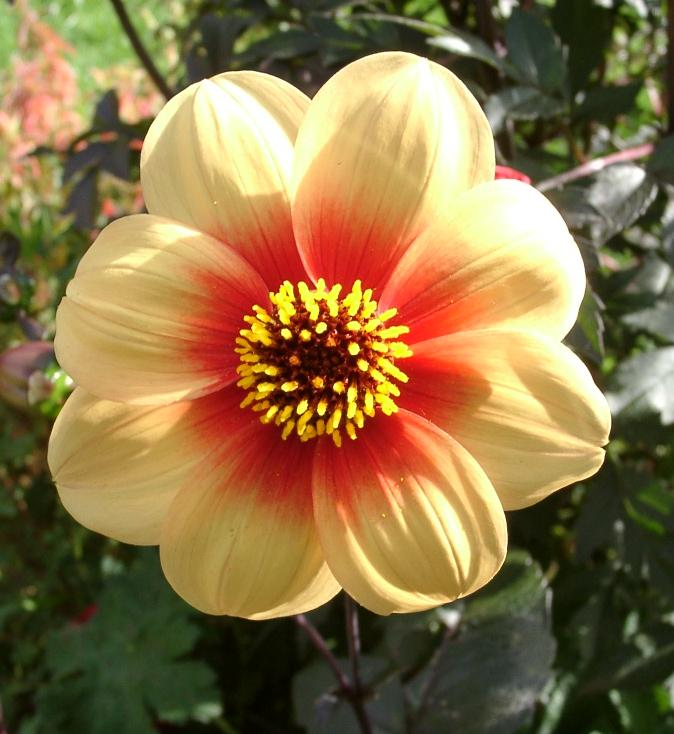
Dahlia 'Moonfire'
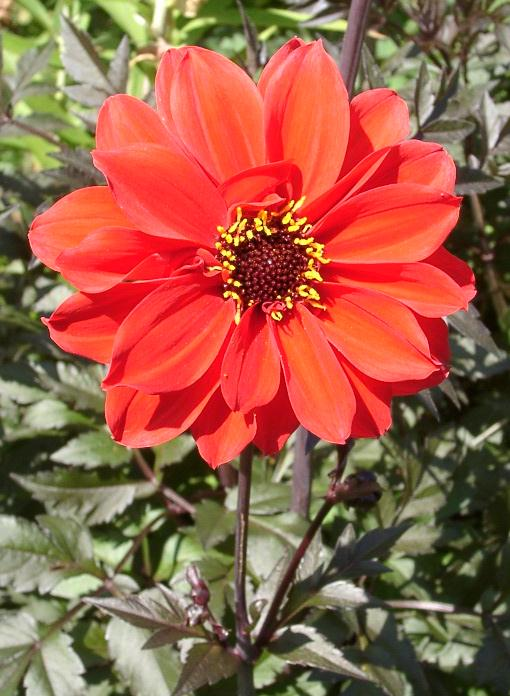
Dahlia 'Bishop of Llandaff'
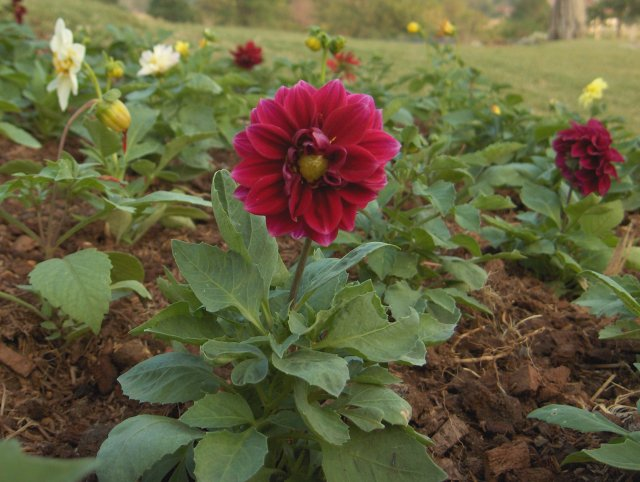
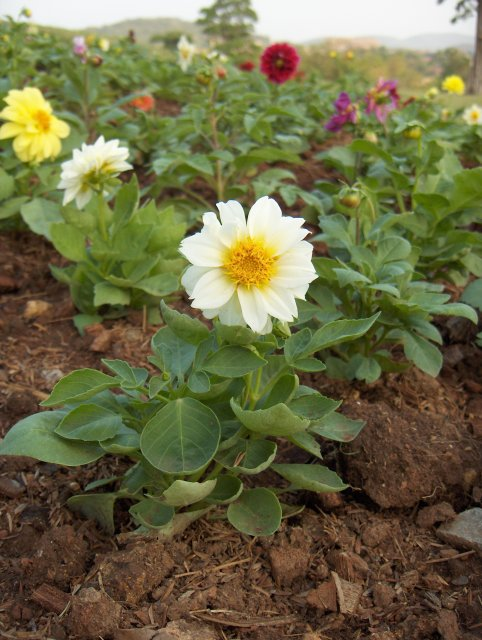
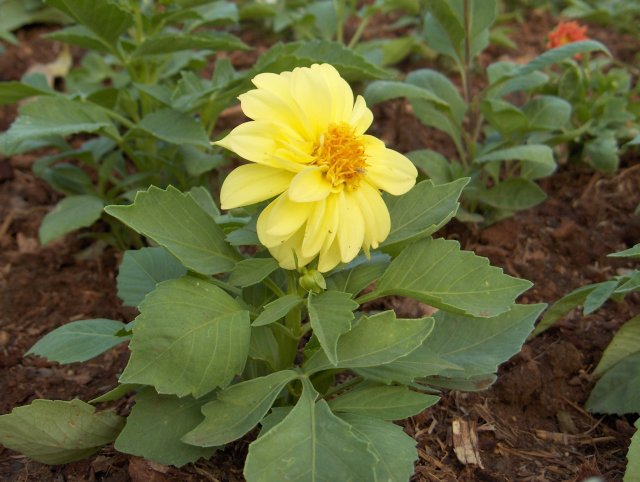
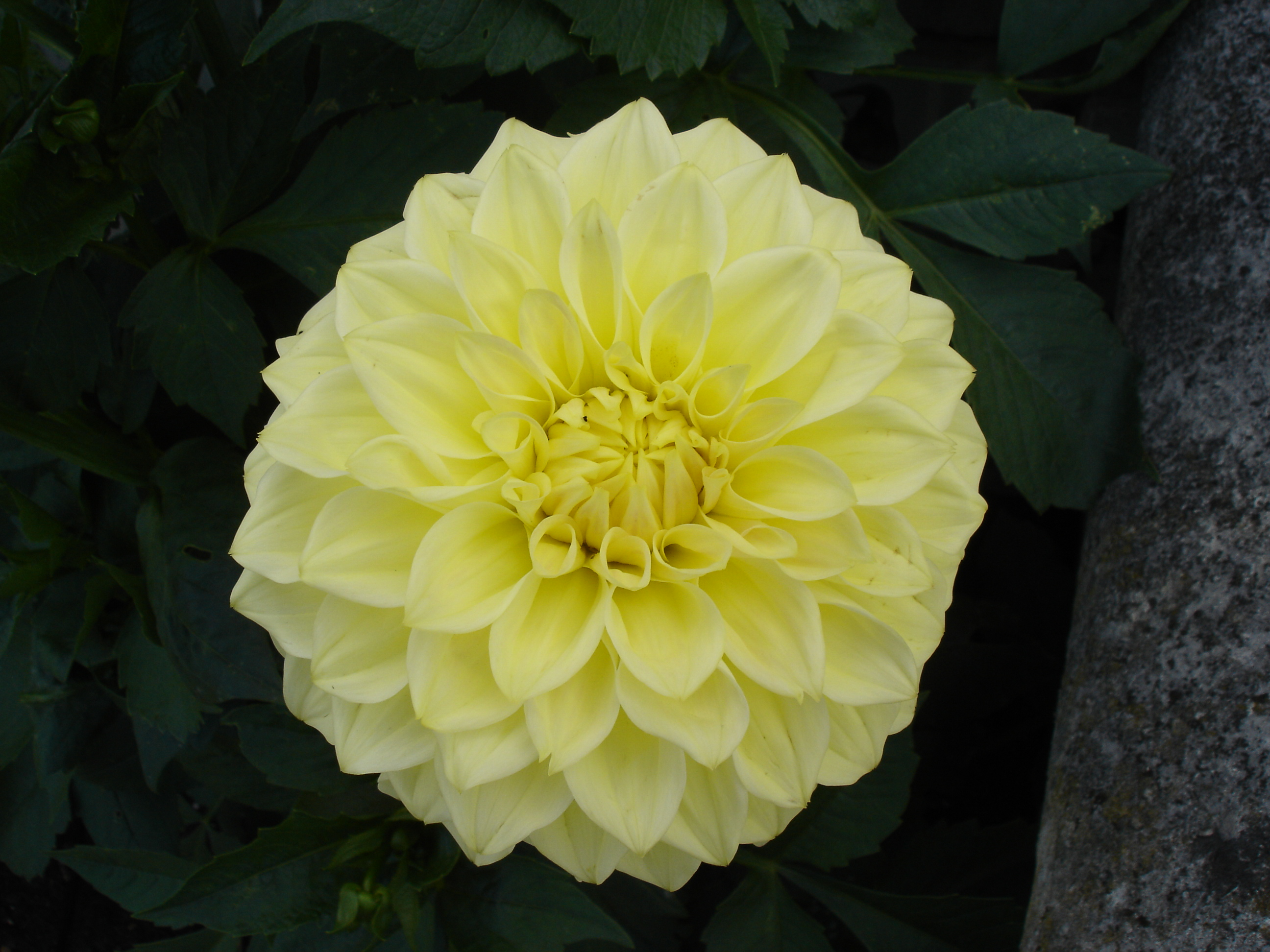
"Tengrove Millenium"
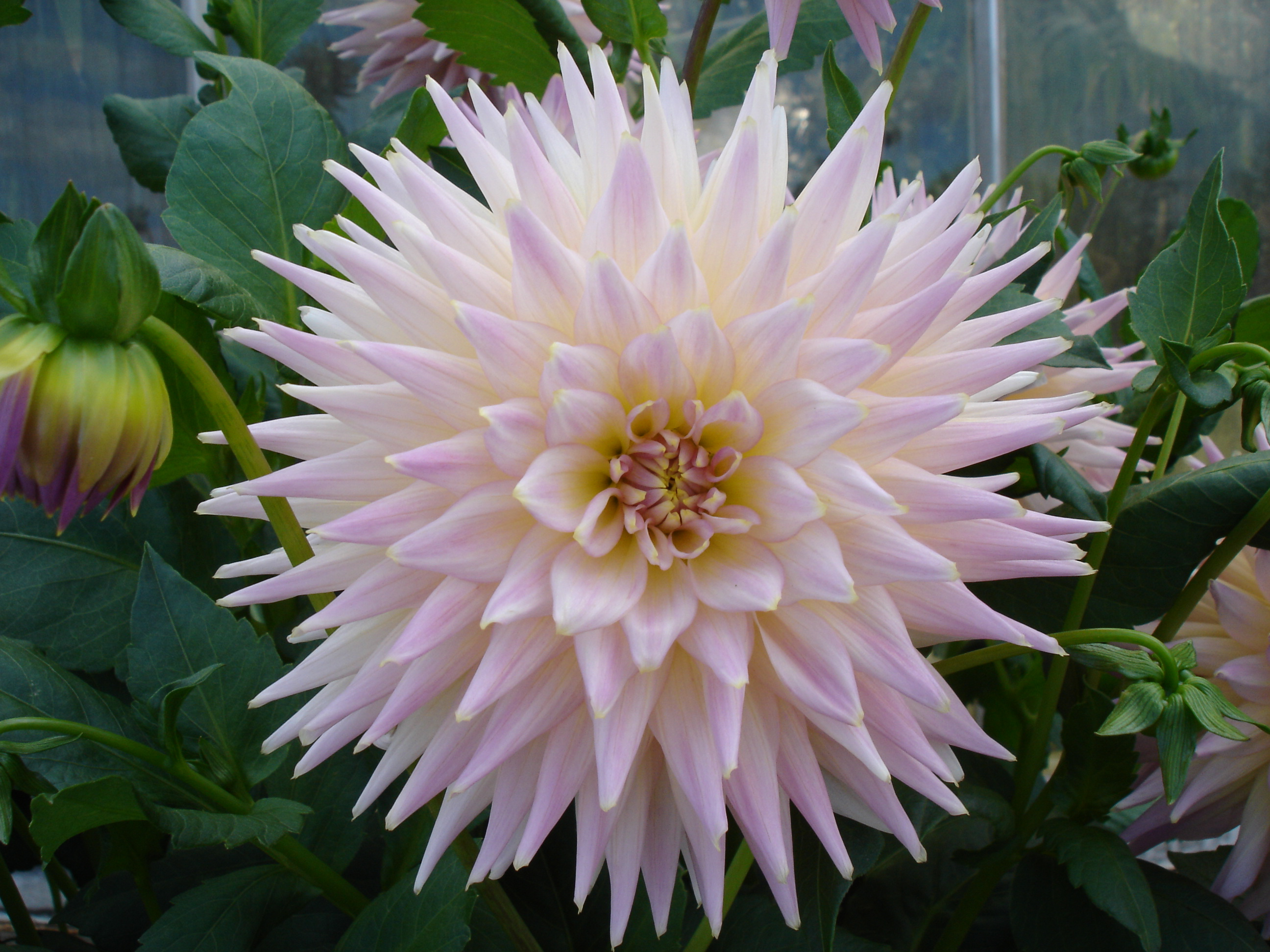
"Horst Athalie"
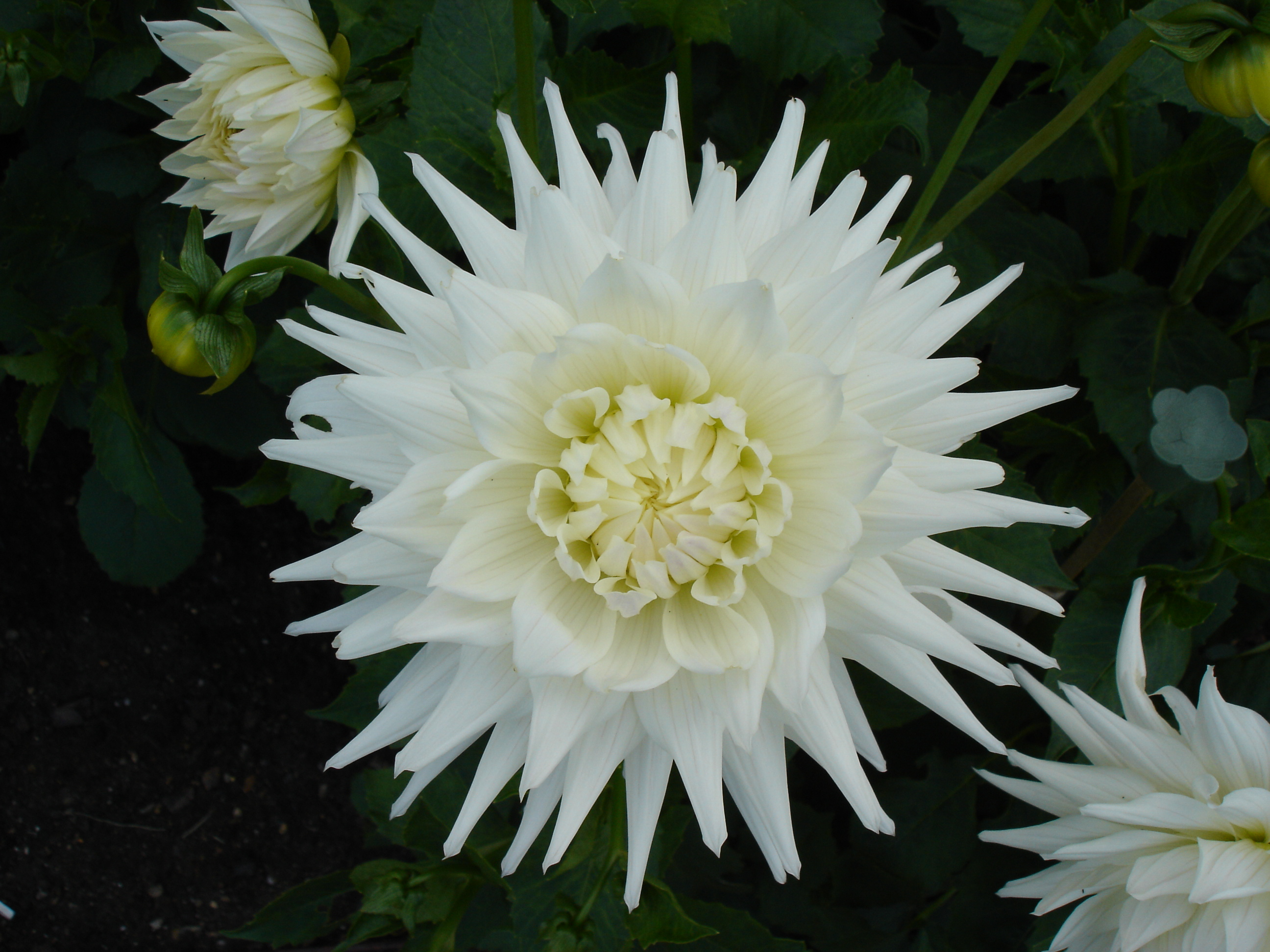
"Kenora Challenger"
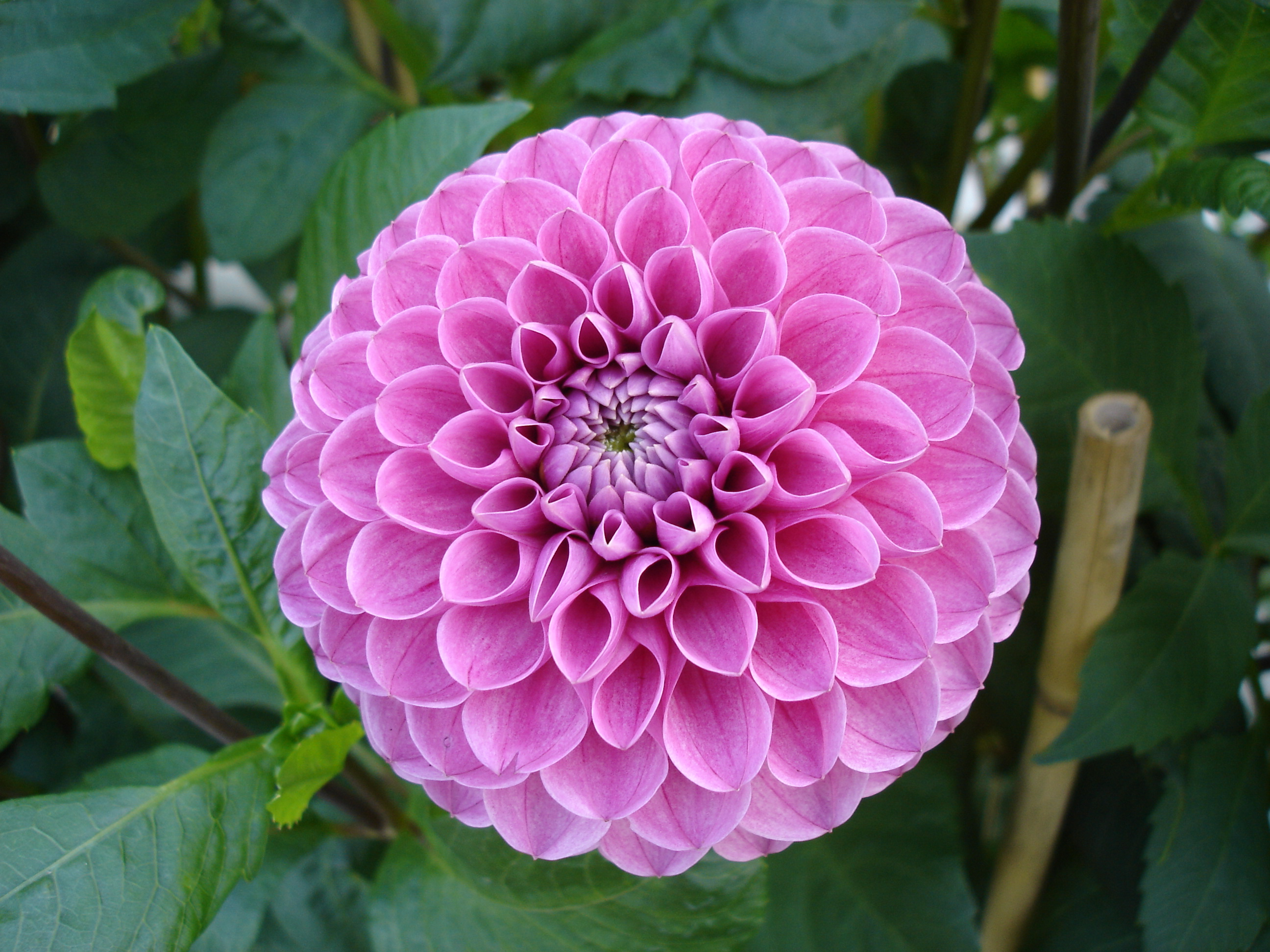
"Mary's Jomanda"
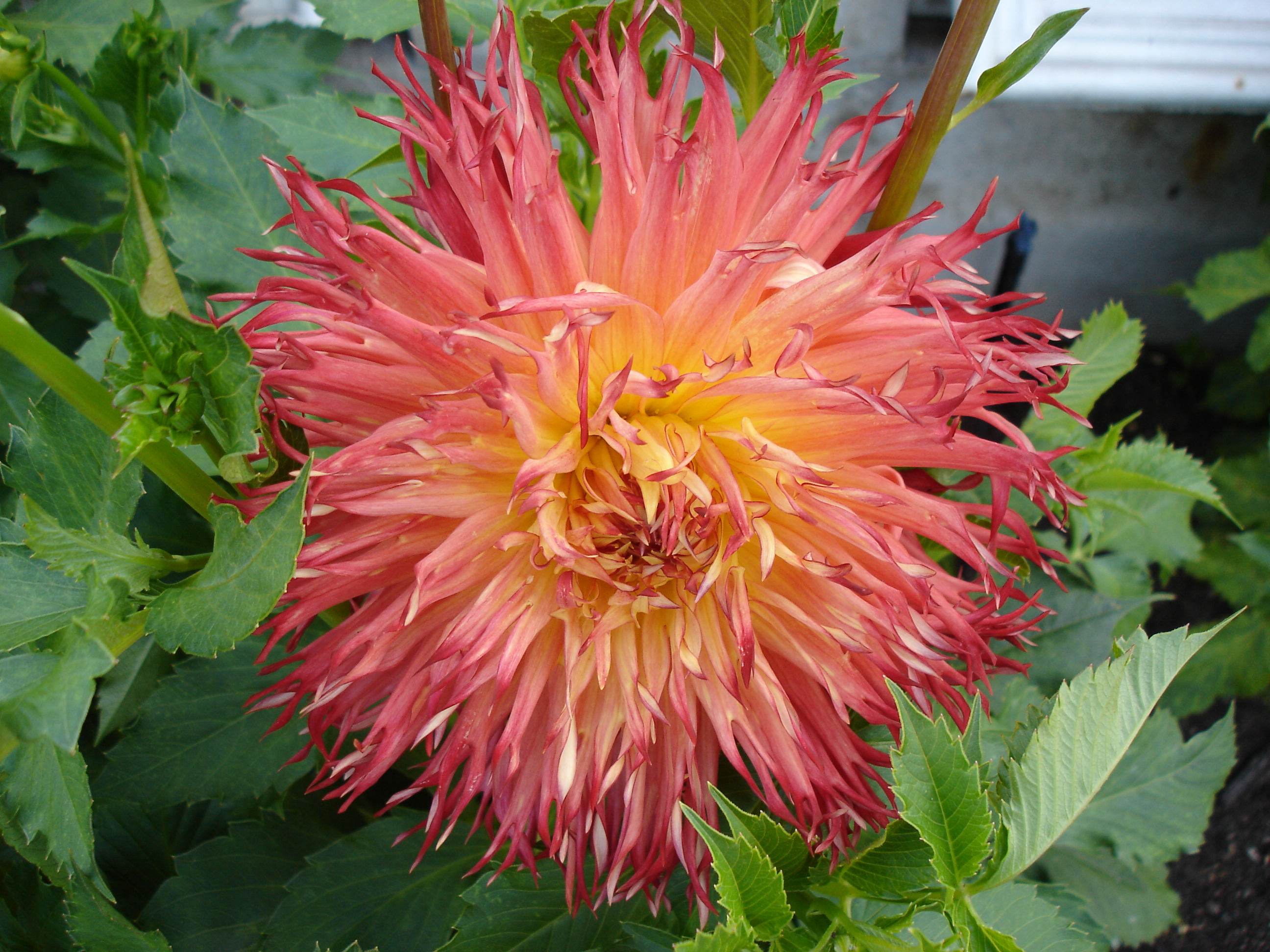
"Mish Mash"
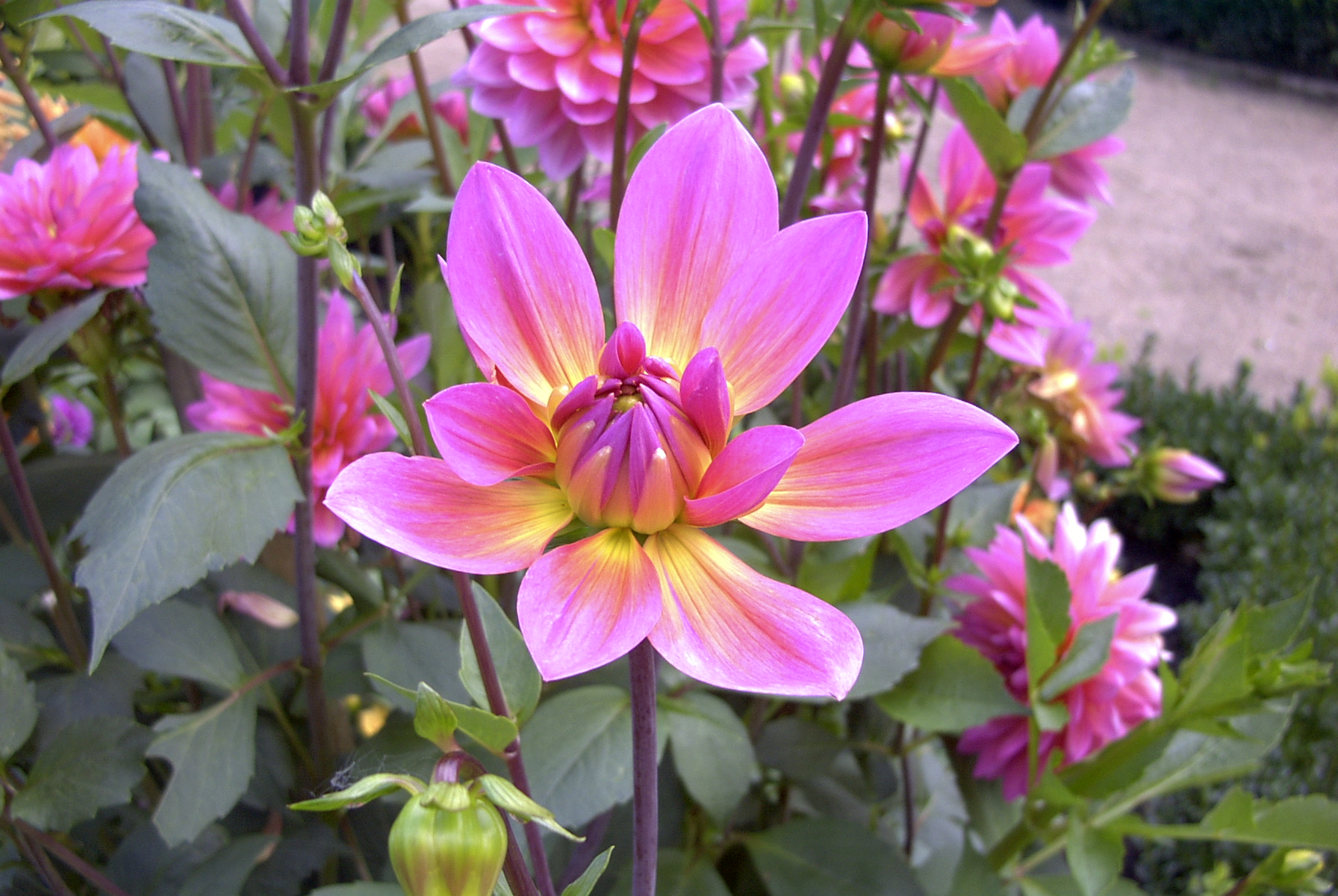
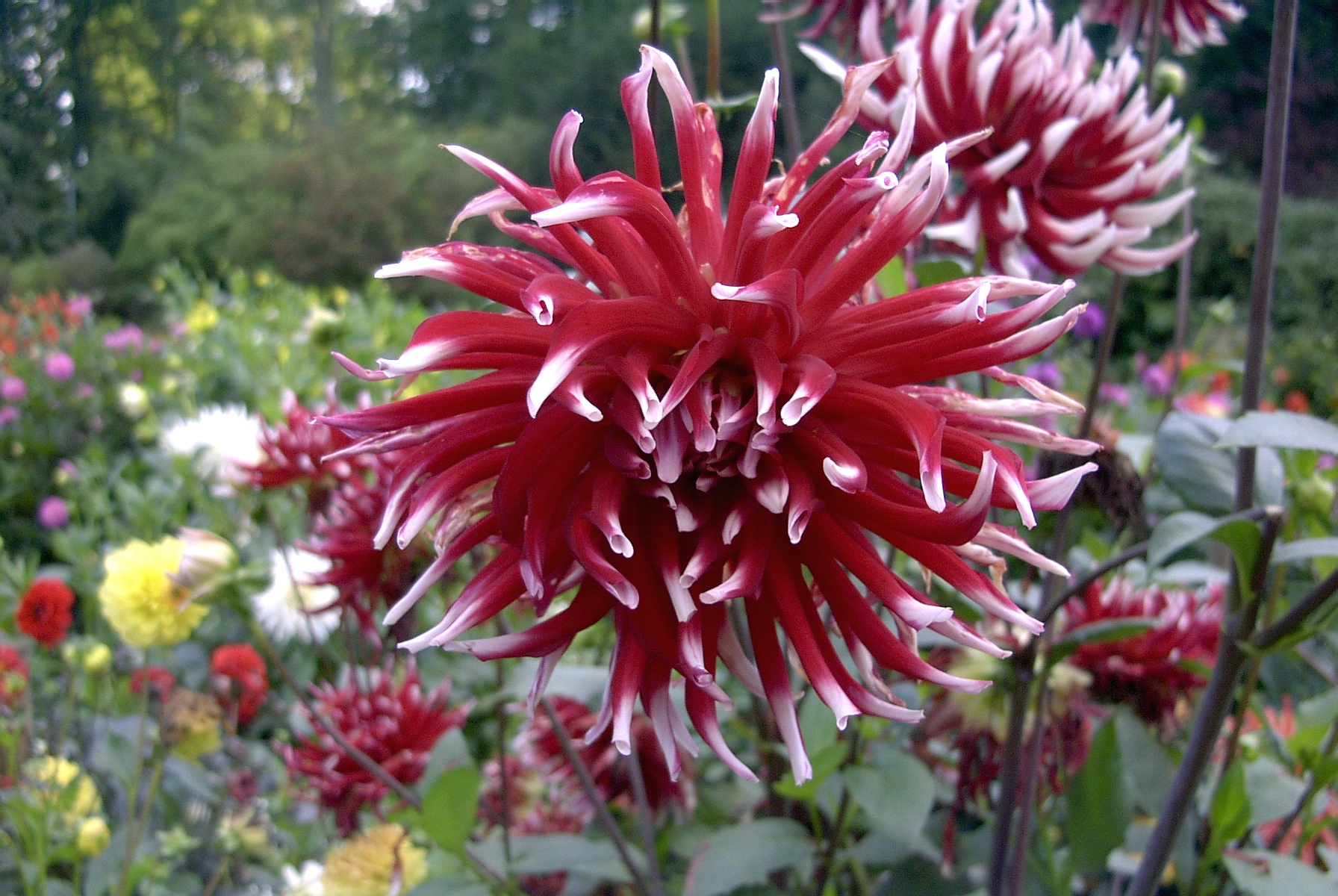
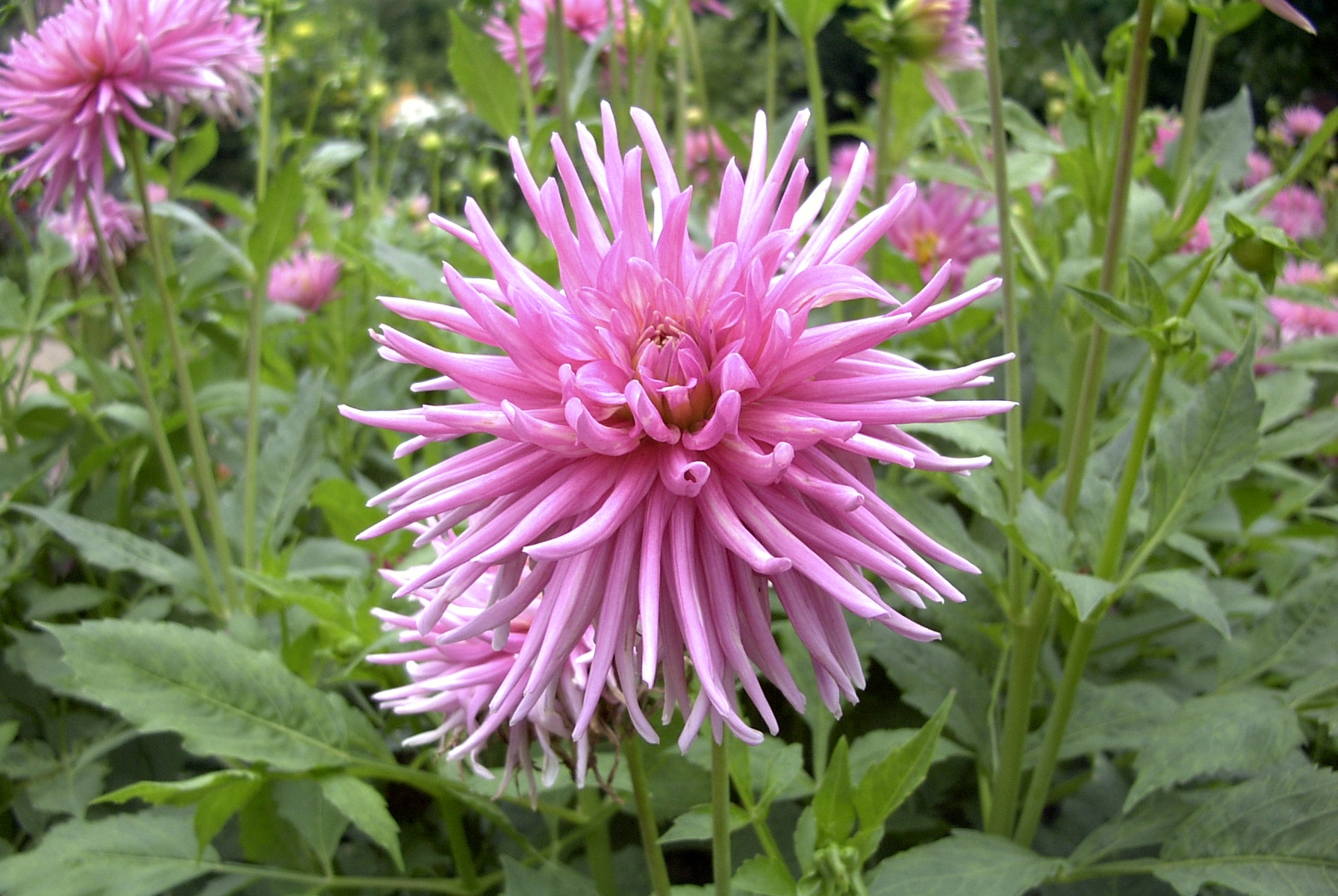
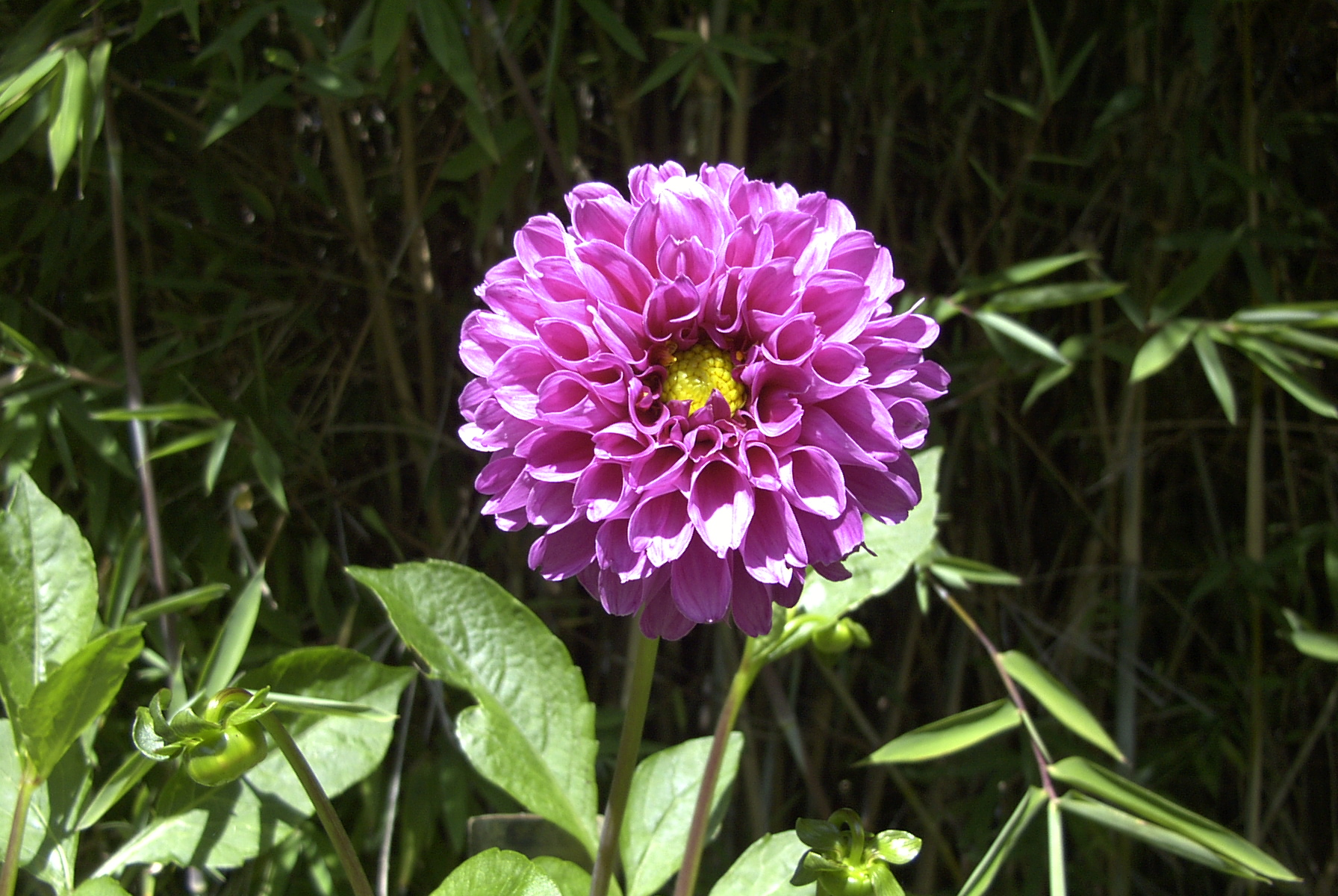
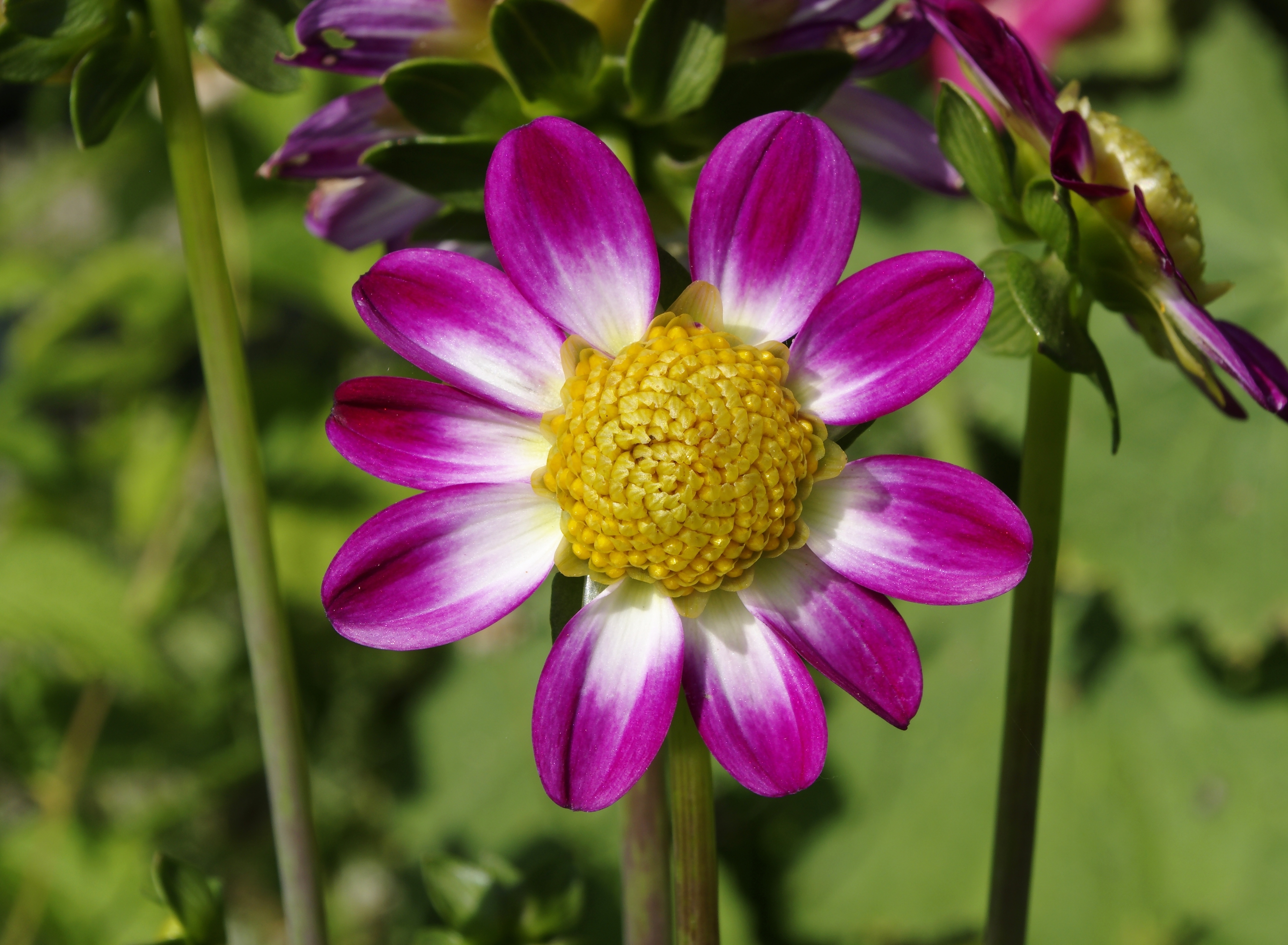
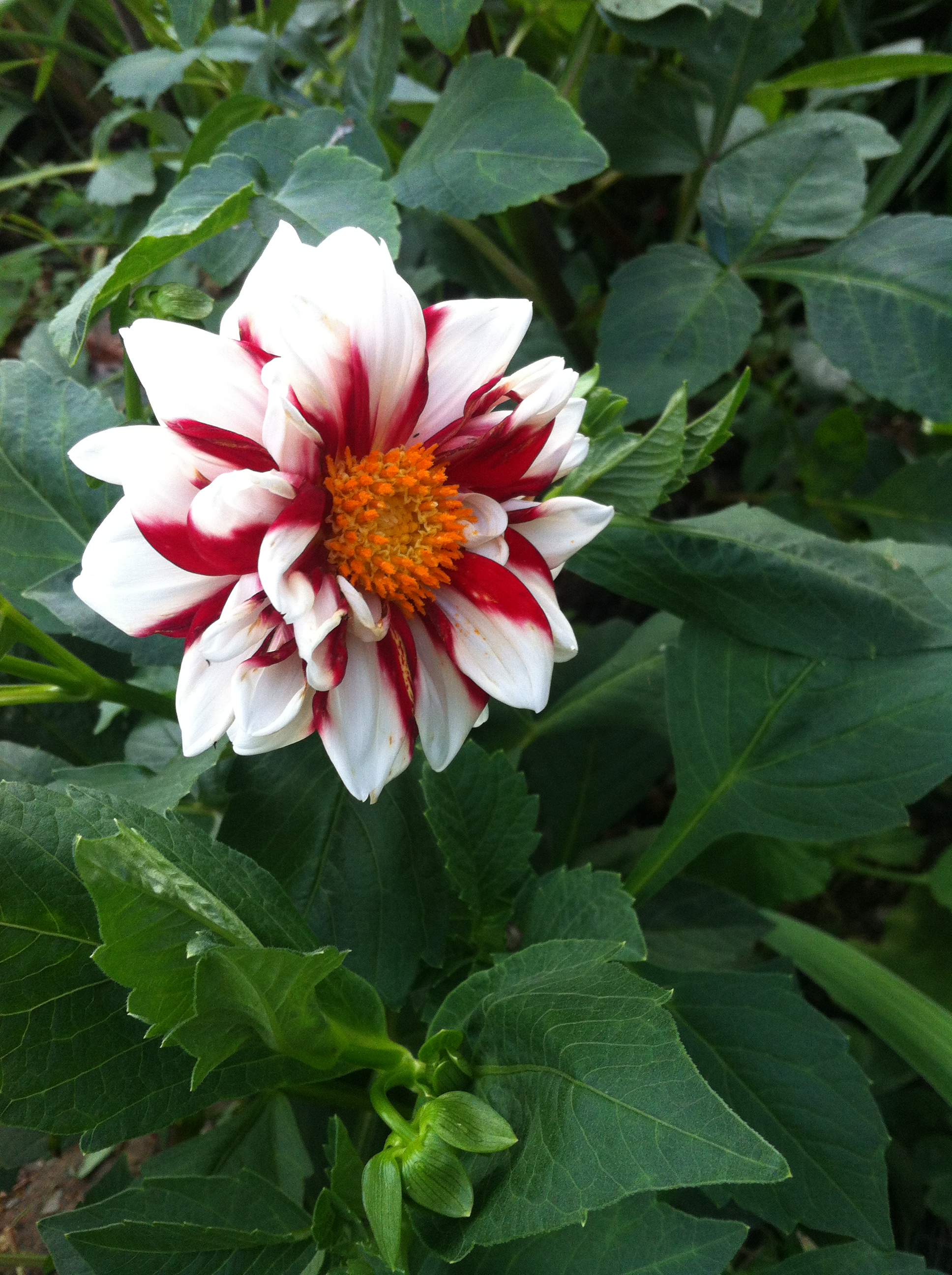
"Ice and Fire"
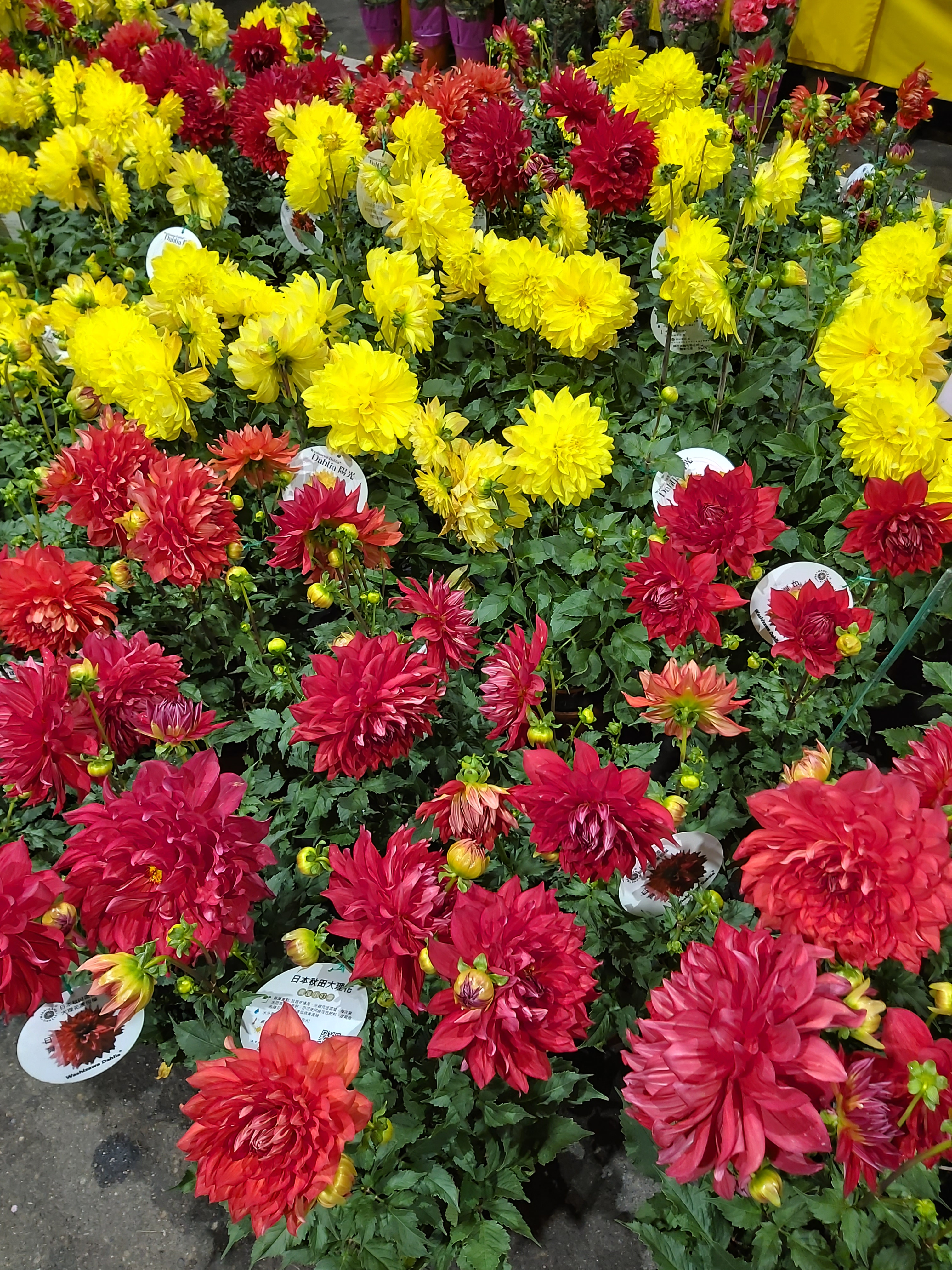
日本秋田種大理花